# Carabus melancholicus submeridionalis
Carabus (Ctenocarabus) melancholicus submeridionalis – podgatunek chrząszcza z rodziny biegaczowatych i podrodziny Carabinae.
Takson ten został opisany w 1975 roku przez Stephana von Breuninga. Klasyfikowany jest jako podgatunek C. melancholicus w podrodzaju Ctenocarabus, a wcześniej był w podrodzaju Rhabdotocarabus.
Podgatunek palearktyczny, endemiczny dla Półwyspu Iberyjskiego. Występuje w południowej Portugalii oraz południowo-zachodniej i południowo-środkowej Hiszpanii.